# 瑪格麗特·考特體育館
瑪格麗特·考特體育館是一座為於維多利亞省墨爾本的澳洲網球、綜合運動和娛樂場所。體育館開始興建於1987年，可容納7500人。該場館為墨爾本運動和娛樂區墨爾本公園國家網球中心的一部分。名稱取自於澳洲出身的女子網球世界紀錄保持人瑪格麗特·考特，但因其擔任牧師後曾多次發表反LGBT的偏激言論，許多團體屢次要求球場更名。

## 外部連結
- 官方網站 （页面存档备份，存于）
- Margaret Court Arena （页面存档备份，存于） — Crowd Records at the Venue (Not Including Australian Open)
- 维基共享资源上的相關多媒體資源：瑪格麗特·考特體育館

37°49′16″S 144°58′39″E / 37.821112°S 144.97741°E